# Kem Nunn

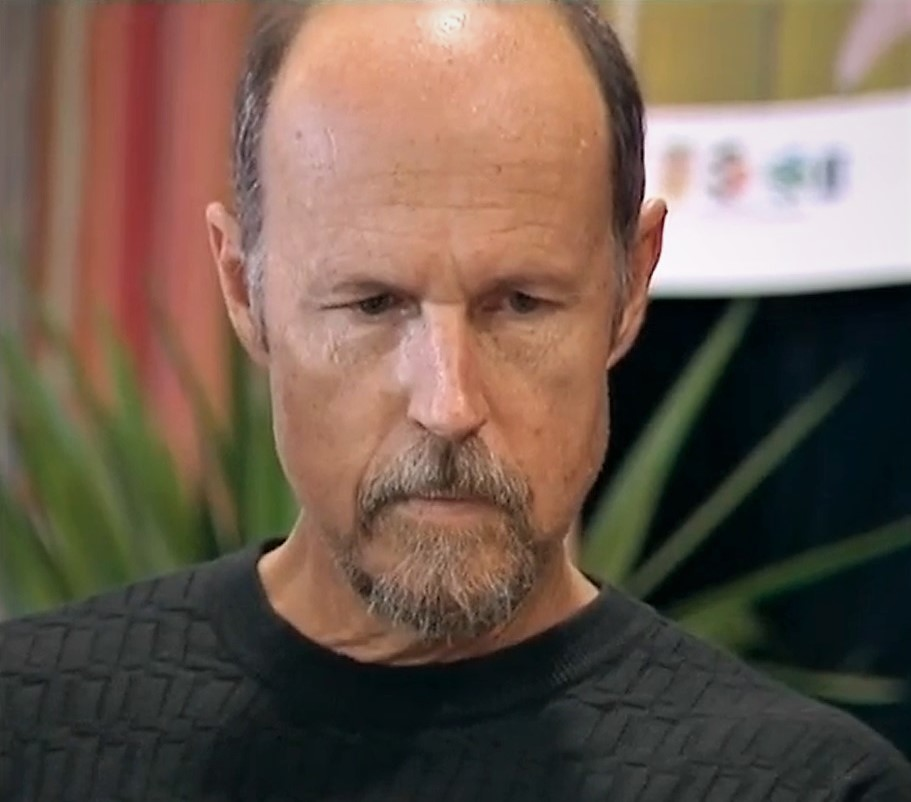
Kem Nunn

Kem Nunn (* 1948 in Pomona) ist ein US-amerikanischer Romancier, Surfer, Journalist und Drehbuchautor aus Kalifornien.

## Leben
Kem Nunn wuchs in Pomona und Nordkalifornien auf. An der University of California, Irvine erwarb er einen Master of Fine Arts (MFA) in Kreativem Schreiben.
2006 wurde Nunn Drehbuchautor der US-Western-Fernsehserie Deadwood von Home Box Office für einen Teil der dritten und letzten Staffel. Nunn schrieb die Folge Leviathan Smiles. Mit dem Produzenten der Serie David Milch entwickelte er in der Folge auch die Surfer-Serie John from Cincinnati, die am Imperial Beach in San Diego spielt und im Juni 2007 erstmals ausgestrahlt wurde.
Nunn lebt im kalifornischen Orange County.
Seine Romane wurden als „surf-noir“ beschrieben, weil sie düstere Szenerien haben, politische Andeutungen enthalten und vor dem Hintergrund von Surfern spielen.

## Auszeichnungen
- 1987: Nominierung mit Unassigned Territory für den Bram Stoker Awards 1987 in der Kategorie "Roman"

## Schriften
- Tapping the Source (1984), deutsche Übersetzungen:
  - Nacht über Surf City, Ullstein, Frankfurt am Main/Berlin 1990, ISBN 3-548-22273-0
  - Wellenjagd, DuMont, Köln 2002, ISBN 3-8321-5074-9
- Unassigned Territory (1986)
- Pomona Queen (1992)
- The Dogs of Winter (1997), deutsch: Wo Legenden sterben, DuMont, Köln 2006, ISBN 3-7701-5073-2 und öfter
- Tijuana Straits (2004)
- Chance (2014)